# Seoci (Požega)
Seoci su naselje u Republici Hrvatskoj u Požeško-slavonskoj županiji, u sastavu grada Požege.

## Zemljopis
Seoci su smješteni oko 3 km južno od Požega na Požeškoj gori, najbliža susjedna naselja su Ćosine Laze i Komušina.

## Stanovništvo
Prema popisu stanovništva iz 2011. godine Seoci su imali 108 stanovnika.
| broj stanovnika | 223   | 235   | 211   | 245   | 281   | 271   | 246   | 249   | 267   | 262   | 237   | 162   | 127   | 108   | 94    | 108   | 84    |
|                 | 1857. | 1869. | 1880. | 1890. | 1900. | 1910. | 1921. | 1931. | 1948. | 1953. | 1961. | 1971. | 1981. | 1991. | 2001. | 2011. | 2021. |